# Pomník Heinricha Justiho
Pomník s portrétní reliéfem Heinricha Justiho je národní kulturní památka SR nacházející se v bratislavské městské části Staré Mesto v Horském parku. Za národní kulturní památku byl vyhlášen 23. října 1963.
Postavili ho v roce 1908 nebo 1909 z několika velkých hrubých bloků přírodního kamene, které dohromady tvoří umělé bralo. Na něm se nachází bronzový reliéf purkmistr Heinricha Justiho (1804–1878), na jehož památku  byl pomník postaven. Heinrich Justi je spoluzakladatel Horského parku.
Autorem pomníku je známý bratislavský sochař Alojz Rigele.